# Orontes (militar)
Orontes (Orontes o Orontas Ορόντης, ̓Ορόντας) fou un militar persa membre de la família real aquemènida.
Darios II de Pèrsia el va nomenar com un dels generals del seu fill Cir el Jove. Quan aquest es va revoltar va mantenir la possessió de la ciutadella de Sardes en nom del rei però es va haver de rendir. Cir el va perdonar però Orontes no va tardar a tornar-se a revoltar-se i va fugir a Mísia on va reunir forces amb les que va atacar el territori de Cir. Per segona vegada fou derrotat i perdonat per Cir.
En l'expedició del príncep contra el seu germà Artaxerxes II de Pèrsia el 401 aC, va demanar a Cir el comandament de mil homes per assolar el territori persa però Cir va descobrir (en interceptar una carta) que planejava desertar amb aquestes forces, i el va detenir i el va portar a un judici amb els set principals perses i Clearc d'Esparta, comandant dels mercenaris grecs; fou condemnat per unanimitat i portat a la tenda d'Artapates, un dels principals oficials de Cir, i ja no fou vist mai més ni viu ni mort.